# Lapland

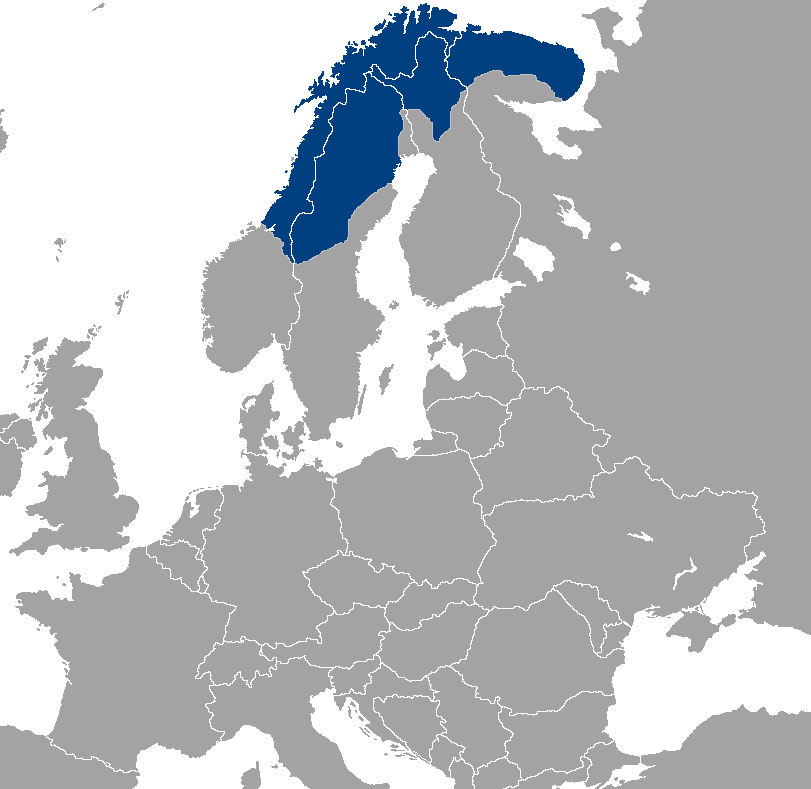
Locatie van Lapland.

Vlag van de Samen

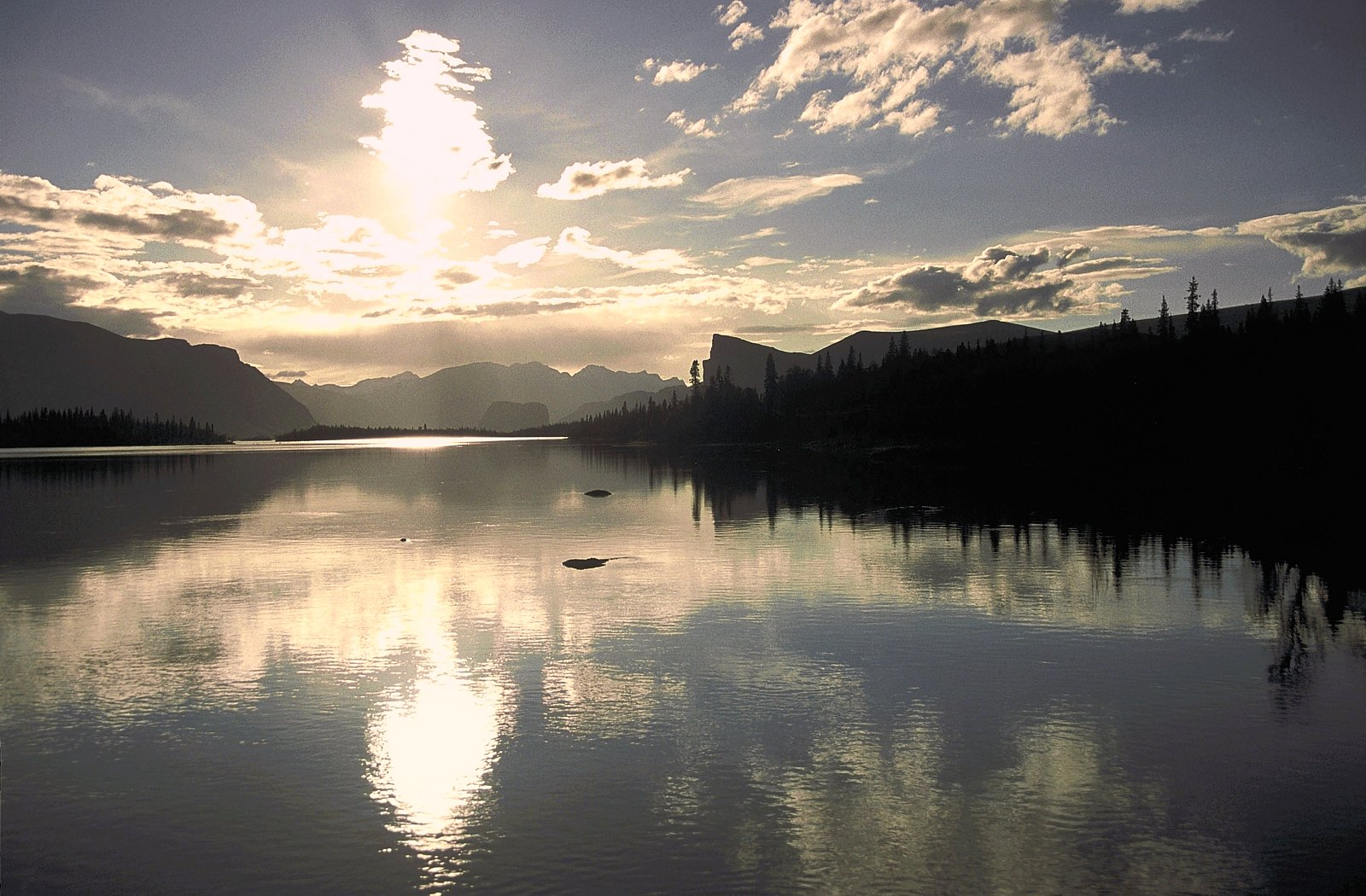
Een typisch landschap in Lapland.

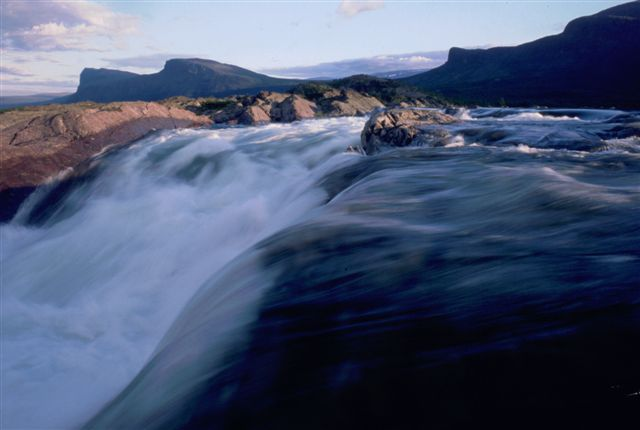
Een waterval in een nationaal park.

Lapland of Samenland (Noord-Samisch en Zweeds Sápmi, Lule-Samisch Sábme, Zuid-Samisch Saemie, Noors Sameland) is de culturele regio die traditioneel wordt bewoond door de Samen (ook wel Lappen). De Samen beschikken wel over meerdere eigen talen (de Samische talen), maar niet over een eigen staat. Lapland strekt zich namelijk uit over het meest noordelijke gedeelte van Noorwegen, Zweden, Finland en Rusland.
De naam "Lappen" wordt door de Samen als onbeleefd, zelfs ietwat beledigend ervaren. Ze geven de voorkeur aan de naam "Samen".
Er is in Finland de gelijknamige regio of landschap, zie Lapland (Fins landschap). In Zweden was er het Zweedse landschap Lapland, thans verdeeld over de provincies Norrbotten en Västerbotten. Noord-Noorwegen beslaat de provincies Nordland en Troms og Finnmark. In Rusland mag het noordelijk deel van het schiereiland Kola of een groot deel van de oblast Moermansk tot het historische Lapland gerekend worden.

## Geografie
Lapland ligt zo dicht bij de poolstreken, dat de winters er lang en ijzig koud zijn. In de wintermaanden komt de zon er niet op (poolnacht) en in de zomermaanden gaat de zon niet onder (middernachtzon). De Samen hebben echter in de loop der eeuwen geleerd zich aan deze barre omstandigheden aan te passen. Ze leven traditioneel van hun rendierkudden, die rendiermos en andere korstmossoorten eten. Het gebied wordt ook wel de laatste wildernis van Europa genoemd. Het landschap wordt gekenmerkt door een bergachtig land, met uitgestrekte bossen, vlaktes en vele meren.

## Traditionele leefomstandigheden
Rendieren leveren de Samen melk, vlees, bot en huiden en doen bovendien dienst als trekdier voor de slede, het vervoermiddel bij uitstek in dit gebied. In de huidige tijd worden er sneeuwscooters gebruikt om de rendieren beter bij te houden. 
Een deel van de Samen woonden eerder in tenten (lavvu, oorspronkelijk van rendierhuiden) die gemakkelijk af te breken en te vervoeren zijn. Want om in leven te blijven konden de Samische herders niets anders doen dan hun rendierkudden volgen in hun jaarlijkse voedseltrek. Later kwamen de karakteristieke koepelvormige hutten (goađi). Maar rendierhoudende Samen leven regelmatig in woningen. De lavvu en de goađi zijn nog in gebruik in zomerkampen op afgelegen plaatsen in de bergen.

## Moderne tijden
De afgelopen eeuw zijn er in Lapland grote veranderingen tot stand gekomen. De Samen zijn in steeds nauwer contact met de Scandinavische cultuur gekomen. De meesten hebben hun nomadenbestaan opgegeven en zich als visser, landbouwer of zelfstandige ondernemer gevestigd of hebben een reguliere baan. Sommigen van de Samen zijn volledig opgegaan in de Scandinavische samenleving en hun leven verschilt in weinig van dat van andere Scandinaviërs, maar een belangrijk deel van hen streeft ernaar om de eigen cultuur en taal te behouden.
Wel is er meer respect en bescherming gekomen voor de Samische bevolking, hun leefwijze, hun cultuur en hun talen, hetgeen bevorderd wordt door de Samische parlementen in Zweden, Noorwegen en Finland. In het gebied lopen ook projecten voor natuurherstel van Rewilding Europe.

## Sport
De eindronde van het VIVA-wereldkampioenschap voetbal 2008 voor voetbalteams die geen lid zijn van de FIFA of de UEFA, werd van 7 juli tot 14 juli 2008 in Lapland gehouden.
Lapland wordt in het voetbal vertegenwoordigd door het Samisch voetbalelftal. Onder auspiciën van de voetbalbond NF-Board werden de Sámi in 2006 eenmaal wereldkampioen voetbal, door in de finale Monaco met 21-1 te kloppen.
Maar wellicht belangrijker dan voetbal zijn de sporten die direct een Samische oorsprong hebben en ook in de Samische kampioenschappen beoefend worden. Dat zijn bijvoorbeeld lassogooien en rendierraces maar ook skiën.

## Werelderfgoed
In het Zweedse gedeelte van Lapland bevindt zich Laponia, een van de veertien monumenten op de Werelderfgoedlijst van de UNESCO in Zweden.